# Halictus microcardia
Halictus microcardia là một loài Hymenoptera trong họ Halictidae. Loài này được Pérez mô tả khoa học năm 1896.